# Courbiac
Courbiac (okzitanisch: Corbiac) ist eine Gemeinde mit 108 Einwohnern (Stand: 1. Januar 2022) in Frankreich im Département Lot-et-Garonne in der Region Nouvelle-Aquitaine (bis 2016: Aquitanien). Courbiac gehört zum Arrondissement Villeneuve-sur-Lot und zum Kanton Le Fumélois. Die Einwohner werden Courbiacais genannt.

## Geografie
Courbiac liegt etwa 26 Kilometer ostsüdöstlich von Villeneuve-sur-Lot. Umgeben wird Courbiac von den Nachbargemeinden Masquières im Norden, Porte-du-Quercy im Osten und Nordosten, Montaigu-de-Quercy im Süden und Osten sowie Tournon-d’Agenais im Westen und Nordwesten.

## Bevölkerungsentwicklung
| 1962                       | 1968 | 1975 | 1982 | 1990 | 1999 | 2006 | 2018 |
| -------------------------- | ---- | ---- | ---- | ---- | ---- | ---- | ---- |
| 150                        | 143  | 117  | 122  | 114  | 112  | 110  | 109  |
| Quellen: Cassini und INSEE |      |      |      |      |      |      |      |

## Sehenswürdigkeiten
- Kirche Saint-Vincent
- Schloss Rodié aus dem 14. Jahrhundert